# Программирование (журнал)
«Программи́рование» — советский и российский рецензируемый научно-технический журнал, который начал выпускаться в Москве в 1975 году Отделением математики Академии наук СССР.
Тематическая направленность журнала посвящена теоретической и прикладной проблематике программирования электронно-вычислительной техники и связанным с нею областям: разработке программного обеспечения, компиляторов и операционных систем, технологиям и языкам программирования, тестированию и верификации программ, компьютерной алгебре, параллельному программированию, машинной графике и т. п.
По данным на 1987 год полный тираж журнала достигал 10 200 экземпляров, а периодичность составляла 6 номеров в год. Журнал внесен в общероссийский перечень Высшей аттестационной комиссии. До 2018 года выпускался издательством «Наука».